# Fetișism

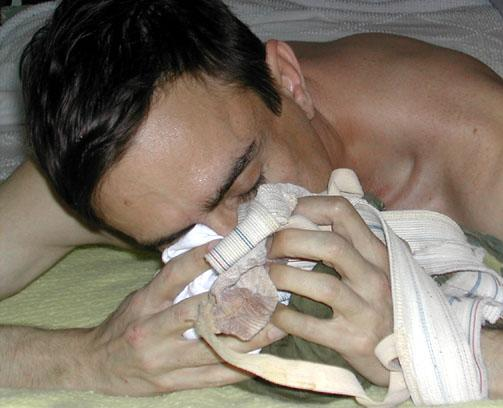
Fetișist mirosind lenjerie intimă

Fetișismul sexual este un tip de comportament sexual, în care obiectul afecțiunii îl constituie un lucru fără viață sau o parte a corpului cuiva.
Anumite definiții îi aprține lui Alfred Binet (1857–1911) în lucrarea sa Le fétichisme dans l’amour (Fetișismul în dragoste) care a fost printre primii care au catalogat acest tip de comportament sexual.
Denumirea provine din portugheză feitiço, cuvânt care denumește obiecte sacre. Inițial, acesta a fost folosit pentru a desemna credința în obiecte pe care oamenii primitivi le divinizau, atribuindu-le anumite forțe ocrotitoare și pe care ei le purtau spre a fi apărați de nenorociri. Aceste obiecte vrăjite (fetișuri, talismane, amulete) erau adorate ca zeități.
O teorie interesantă și nesusținută de statistici privind fetișismul sexual a fost concepută de Sigmund Freud. Conform psihanalistului, fetișismele sexuale la bărbați sunt rezultatul unei traume din copilărie ce rezultă din teama de castrare. În ce constă aceasta traumă? Băiețelul curios trage cu ochiul pe unde nu trebuie și, la un moment dat în scurta sa copilărie, descoperă că mama sa nu este posesoarea unui penis. Neputând să suporte imaginea organelor genitale feminine, băiețelul este oripilat, așa că își inchide ochii. Primul obiect peste care îi alunecă privirea dupa scurta vizionare horror devine fetișismul lui. Conform teoriei lui Freud, numai bărbații ar fi "binecuvântați" cu “talente fetișiste”, ceea ce după cum s-a demonstrat nu este adevărat.
Fetișismul este unul dintre comportamentele sexuale care apare mai ales în cazul bărbaților și este definit de psihiatri drept fixație pentru un obiect intim sau a unei părți a corpului și nevoia de a le folosi pentru a obține satisfacție sexuală. Obiectul fetiș este aproape invariabil folosit în timpul masturbării și poate fi, de asemenea, inclus în timpul unui act sexual cu un partener sau cu o parteneră, pentru a produce excitare.
Persoana utilizează diverse obiecte în scopul obținerii excitației și satisfacției sexuale, cele mai frecvente fiind pantofi, articole de îmbrăcăminte: ciorapi, sutiene, chiloți de damă, deseori obiectul excitației fiind asociat într-un fel sau în altul cu o persoană de sex feminin față de care subiectul a avut o relație sentimentală sau cu care a întreținut relații sexuale.
Persoana cu fetișism se masturbează în timp ce îmbracă sau mângâie obiectul fetiș. El poate de asemenea, pentru satisfacerea nevoilor sexuale, să ceara partenerului să folosească acele obiecte în timp ce întreține raporturi sexuale. În absența fetișului, bărbatul poate suferi de disfuncții ale aparatului erectil. Tentația irezistibilă de a procura astfel de obiecte poate face ca, uneori, subiectul sa recurgă la furt sau sustragere, ceea ce poate avea consecințe medico-legale.

## Epidemiologie
Prevalența fetișismului nu este cunoscută cu certitudine. Majoritatea fetiștilor sunt bărbați. Într-un studiu din 2011, 30% dintre bărbați au raportat fantezii fetișiste, iar 24,5% s-au implicat în acte fetișiste. Dintre cei care au raportat fantezii, 45% au spus că fetișul a fost extrem de excitant sexual. O analiză de conținut a fanteziilor preferate ale eșantionului a constatat că 14% dintre fanteziile masculine implicau fetișism (inclusiv picioare, obiecte nonsexuale și îmbrăcăminte specifice), iar 4,7% s-au concentrat pe o anumită parte a corpului, alta decât picioarele. Niciuna dintre fanteziile preferate ale femeilor nu avea teme fetișiste. Un alt studiu a constatat că 28% dintre bărbați și 11% dintre femei au raportat excitare fetișică (inclusiv picioare, țesături și obiecte „cum ar fi pantofi, mănuși sau jucării de pluș”). 18% dintre bărbați dintr-un studiu din 1980 au raportat fantezii fetișiste.